# Кулаково (Чеховский район)
Кулаково — деревня в Чеховском районе Московской области, в составе муниципального образования сельское поселение Стремиловское (до 28 февраля 2005 года входила в состав Стремиловского сельского округа), деревня связана автобусным сообщением с райцентром и соседними населёнными пунктами.

## Население
| 2002 | 2006 | 2010 |
| ---- | ---- | ---- |
| 214  | ↗233 | ↗302 |

## География
Кулаково расположено примерно в 7 км на юг от Чехова, на безымянном запруженном правом притоке реки Лопасня, высота центра деревни над уровнем моря — 164 м. На 2016 год в Кулаково зарегистрирована 1 улица — Ланская и 4 садовых товарищества. Никольская церковь в Кулаково известна с XVI века, к 1867 году был построен однопрестольный кирпичный храм. Сломан в 1930-х годах, с 2013 года возобновлён в приспособленном помещении.

## История
В начале XVIII века в Кулаково находились дворы помещиков С. М. Карпова и А. А. Соймонова, затем — Б. А. Руднева. В 1720-х гг. архитектора П. М. Еропкина. В середине столетия усадьбой владел капитан Н. Г. Васильчиков, в 1770-х гг. — брат фаворита Екатерины II В. С. Васильчиков. В середине XIX века владельцы — малолетние Всеволожские. В конце века — госпожа Шереметьевская. В 1911 году и до 1917 года — П. Ф. Шереметьевский. Сохранились остатки пейзажного липового парка. Главный дом разобран в 1920 году. Деревянная Никольская церковь 1773 года утрачена ранее. Около 1920 года вещи из усадьбы были вывезены различным учреждениям.
В здании больницы в 1886-1905 гг. работала врачом революционерка Павловская-Глуховская Вера Андреевна, там же была явочная квартира, хранилось оружие и нелегальная литература. В настоящее время здание находится на террирории деревни Манушкино и является тубдиспансером.

## Достопримечательности

### Никольский храм
|  |

|  |  |

Церковь Святителя Николая села Кулаково Серпуховского уезда упоминается в писцовых книгах с 1606 года. За время своего существования храм перестраивался трижды. В 1794 году была построена новая деревянная церковь на  месте древнего обветшавшего храма. В 1860 году начато возведение большого каменного храма, и в 1867 году храм был построен и освящен. В 1892 году вокруг храма и прилегающего кладбища была построена каменная ограда с деревянными решетками. Регулярные богослужения продолжались до 1929 года. В 1929 году храм был закрыт, а в 1939 году - полностью разрушен.
В 2007 году церковная община была воссоздана, а 17 февраля 2013 года прошло первое богослужение в переданном ветхом здании ФАП (фельдшерско-акушерский пункт) для храма по договору аренды
С 2013 года при храме открыта воскресная школа.

### Памятник погибшим войнам
В центре деревни напротив храма расположен мемориальный камень с именами погибших жителей деревни в период 1941-1945 гг.

## Иллюстрации
- Традиционные русские деревянные дома в деревне Кулаково